# Kytín

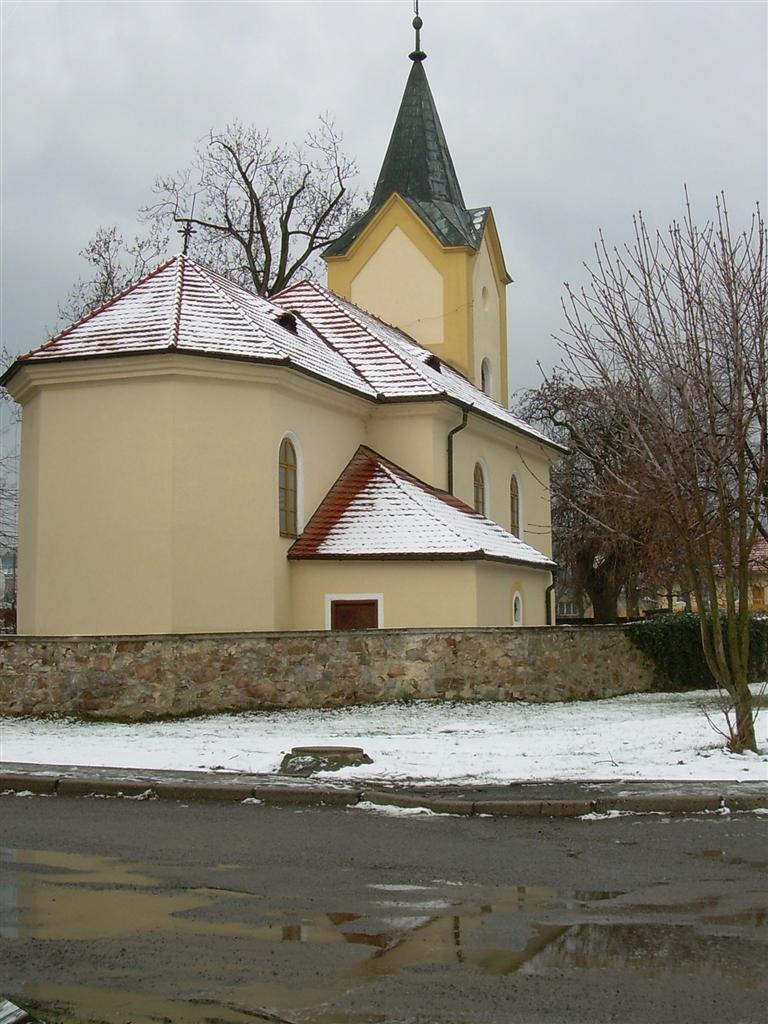
Kirche Mariä Himmelfahrt

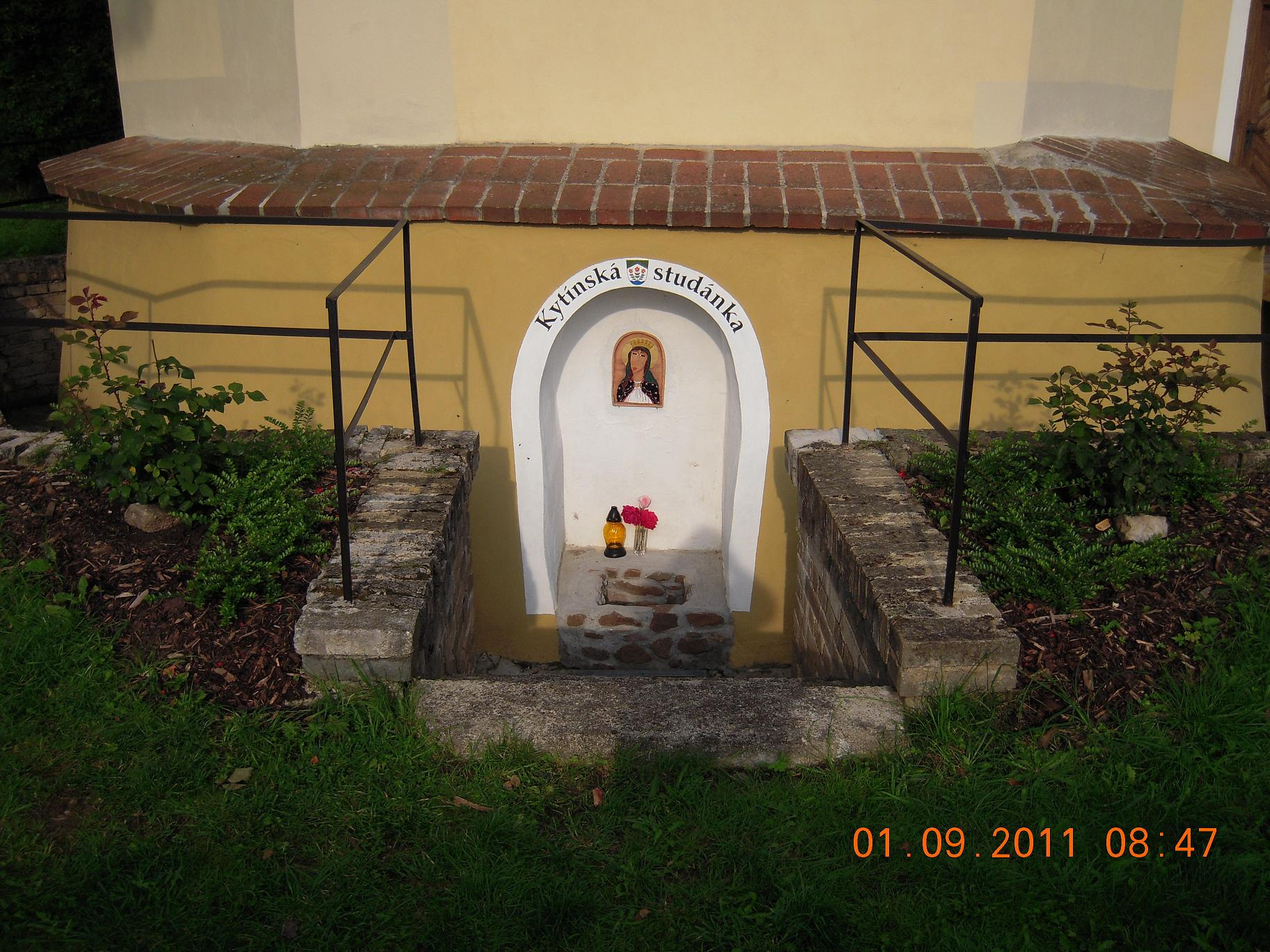
Brunnen an der Kirche

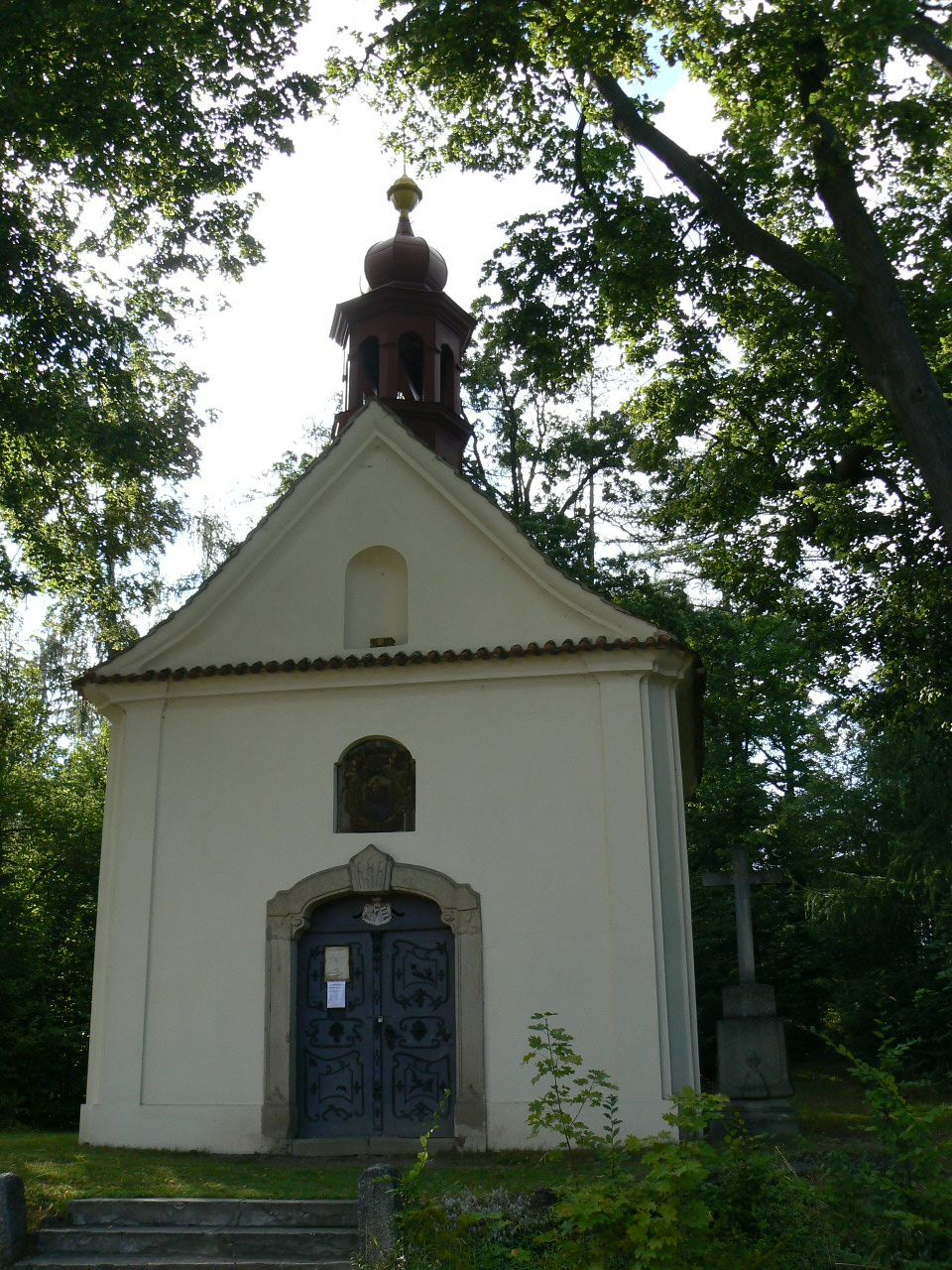
Kapelle Mariä Heimsuchung auf der Malá Svatá Hora

Kytín (deutsch Kitin) ist eine Gemeinde in Tschechien. Sie liegt vier Kilometer südwestlich von Mníšek pod Brdy und gehört zum Okres Praha-západ.

## Geographie
Kytín befindet sich im Quellgebiet des Baches Bojovský potok (Mnischeker Bach) am Fuße der Hřebeny in den nordöstlichen Ausläufern der Brdská vrchovina. Nördlich erheben sich der U Lávek (563 m) und der U Červeného kříže (548 m), nordöstlich die Skalka (553 m), im Südosten der Pleš (490 m) und die Malá svatá hora (482 m), südlich der Zelenský vrch (450 m), im Südwesten die Točná (505 m), westlich der Jistevník (606 m) sowie im Nordwesten der Vrážky (577 m). Zweieinhalb Kilometer östlich des Dorfes verläuft die Schnellstraße R 4 zwischen Zbraslav und Dobříš, dahinter die Bahnstrecke Dobříš–Praha-Modřany. Westlich von Kytín befindet sich am Jistevník das ehemalige Militärobjekt Klondajk.
Nachbarorte sind Svinaře, Na Rovinách, Halouny, Zadní Třebaň und Řevnice im Norden, Stříbrná Lhota und Mníšek pod Brdy im Nordosten, Kamenné, Rymaně, Horní Rymaně, Včelnik und Zahořany im Osten, Malá Svatá Hora, Senešnice und Nová Ves pod Pleší im Südosten, Chouzavá und Voznice im Süden, Trnová, Knížecí Studánky, Malý Chlumec und Velký Chlumec im Südwesten, Osov, Osovec, Vižina und Podbrdy im Westen sowie Skalka, Drahlovice, Skuhrov, Hatě, Rochota und Hodyně im Nordwesten.

## Geschichte
Zwischen dem 10. und 12. Jahrhundert befanden sich auf dem Gemeindegebiet die Dörfer Kdýčina und Korutany. Die erste schriftliche Erwähnung von Kytín erfolgte am 23. Juni 1321, als der Oberste Landtafelschreiber von Böhmen Štěpán von Tetín das Dorf als Emphyteuse erhielt. König Johann von Luxemburg erhob Kytín zu einem Städtchen. Im Jahre 1334 kaufte der mährische Markgraf Karl das Gut von Štěpáns Söhnen zurück und schlug es den Besitzungen der böhmischen Krone zu. 1348 schloss König Karl IV. das Gut Kytín an die königliche Feste Monachus an. Im Jahre 1357 wurde Kytín unter die Verwaltung der königlichen Burg Karlstein gestellt. König Wenzel IV. verpfändete Kytín vor 1372 an den litauischen Fürsten Keistut. Im Jahre 1409 erhielt der Žebráker Burggraf Johann von Leßkow (Jan z Lestkova) die Güter Mníšek und Kytín für 900 Groschen als Pfand, das im selben Jahre in ein Lehnsverhältnis gewandelt wurde. Während der Hussitenkriege eroberte 1420 das Heer Jan Žižkas Mníšek. Im Jahre 1427 nahm der Karlsteiner Burggraf Zdeslav Tluksa von Bušenice Mníšek ein. Besitzers des Kytíner Lehns wurde wenig später dessen Sohn Jan Tluksa von Vrábí. Dieser unternahm 1431 einen erfolglosen Angriff auf die Feste Viklefska bei Podbrdy, infolge dessen die Dörfer Kdýčiny und Korutany niedergebrannt wurden. Ab 1437 gehörte das Gut Předbor Řepnický von Řepnice, ihm folgten dessen Söhne Jindřich und Václav. Letzterer verkaufte das Gut Kytín mit den Dörfern Lhotka und Korutany 1490 für 800 Schock Groschen an Litwin von Klingenstein (Litvín z Klinštejna) auf Hořovice. Im Jahre 1503 entließ König Vladislav Jagiello das Gut Kytín zugleich mit Mníšek aus dem Lehnsverhältnis. Nach dem Tode Litwins erbte 1520 dessen Tochter Vracka, die mit Nikolaus von Říčan verheiratet war, das Gut Kytín. Sie verkaufte Kytín 1541 an Wratislaw von Mitrowitz auf Mníšek. König Ferdinand I. bestätigte 1543 die alten Privilegien von Kytín. Im selben Jahre wurde dem Obersteiger Václav Liznov aus Nový Knín ein Bergwerk „Důl fundgrub za kytínskú stezkú“ (Fundgrube hinter dem Kytíner Steig) verliehen, der Eintrag im Kniner Bergbuch ist er älteste Nachweis über den Goldbergbau bei Kytín. Wratislaws Söhne Johann und Sebastian von Mitrowitz verkaufte das Gut Kytín 1588 an Johann d. A. Wratislaw von Mitrowitz auf Skřipel. 1595 erbte dessen gleichnamiger Sohn Johann d. J. den Besitz, ihm folgte um 1611 sein Bruder Hertvík. 1614 erwarb Zdeněk von Mitrowitz auf Mníšek auch das Gut Kytín. Er ließ nach Ausbruch des Ständeaufstandes 1618 aus Sorge um seinen Besitz beide Güter auf seine Frau Ludmilla von Gersdorff überschreiben. Nach deren Tode fielen sie 1623 wieder Zdeněk von Mitrowitz zu. Die Pfarre Kytín erlosch um 1623, ihr Sprengel wurde Mníšek zugeschlagen. Im Jahre 1639 wurden Kytín, Kdýčiny und Korutany von den Truppen des schwedischen Feldmarschalls Banér niedergebrannt und lagen danach wüst. Kdýčiny und Korutany wurden nie wieder besiedelt.
1642 erbten Zdeněks Söhne Wratislaw Friedrich und Wenzel Eusebius von Mitrowitz die ruinierte Herrschaft Mníšek mit Kytín, sie verkauften sie am 30. September 1655 an den Prager Bürger und Gerber Servatius Engel von Engelfluß, der während des Krieges durch Aufträge zur Versorgung des Wallensteinischen Heeres zu Reichtum gelangt war und für seine Verdienste bei der Verteidigung der Karlsbrücke gegen die Schweden geadelt worden war. Engel von Engelfluß ließ die Stadt Mníšek wieder aufbauen und erließ ihren Bürgern für 17 Jahre die Abgaben; der ehemalige Markt Kytín wurde ebenfalls wiederbesiedelt, er sank jedoch zu einer kleinen dörflichen Siedlung ab. Servatius Engel von Engelfluß vereinigte die Herrschaft Mnischek mit den Lehngütern Chrastitz und Čisowitz, und erhob sie am 1. August 1661 zum Familienfideikommiss. 1670 wurde er in den Freiherrenstand erhoben. Am 2. März 1674 hinterließ er in seinem Testament 600 Gulden für die Instandsetzung und Erweiterung der Kirche in Kytín. Nachfolgender Besitzer wurde sein Sohn Servatius Ignaz Engel von Engelfluß, der zusammen mit seiner Frau Ludmilla Franziska Wratislaw von Mitrowitz das väterliche Vermächtnis realisierte. Nachdem Servatius Ignaz Engel von Engelfluß am 26. Februar 1704 ohne Nachkommen verstorben war, erbte sein Neffe Ignaz Karl die Herrschaft. Bis 1714 gehörte Kytín zum Kreis Podbrdsko, und nach dessen Zusammenlegung mit dem Moldauer Kreis (Vltavsko) zum neuen Berauner Kreis. 1742 brach in Kytín ein Bauernaufstand aus, der Kytíner Richter Jan Mesek wurde am 11. Juni 1742 als Anführer der Rebellion von französischen Truppen erschossen. Ignaz Karl Engel von Engelfluß verstarb 1743 ohne Nachkommen, die Fideikommissherrschaft Mnischek fiel 1755 nach einem längeren Erbstreit seiner älteren Schwester Maria Victoria, verwitwete Freiin Unwerth zu, die sie ihrem Sohn Ignaz Joseph Freiherr von Unwerth überschrieb. Dieser wurde 1764 in den Grafenstand erhoben. Ab 1769 verwaltete seine Witwe Benedicta Gräfin Čejková von Olbramovice, geborene Gräfin von Bünau die Herrschaft. 1780 übernahm ihr Sohn Johann Nepomuk Graf Unwerth den Besitz; ihm folgte ab 1792 sein jüngerer Bruder Joseph und ab 1822 dessen Bruder Ignaz mit dessen Tode das Geschlecht der Grafen Unwerth am 29. April 1829 im Mannesstamme erlosch. Wegen eines Rechtsstreits um das Erbe stand die Herrschaft danach neun Jahre unter landtäfliger Verwaltung, als Verwalter wurde Johann Freiherr von Henniger eingesetzt. Im Jahre 1838 wurde die Herrschaft Mnischek schließlich Ignaz Unwerths Enkelin Maria Anna Gräfin Pachta von Rájov, geborene von Steinbach und deren Mann Karl zugesprochen, Marie de Silva-Tarouca wurde mit einem Gut befriedigt. Im Jahre 1846 bestand das im Berauner Kreis gelegene Dorf Kittin bzw. Kytjn aus 51 Häusern mit 501 Einwohnern. Im Ort gab es die öffentliche Kapelle Mariä Geburt, in der an allen Marienfesten Gottesdienst gehalten wurde, sowie ein obrigkeitliches Jägerhaus. Pfarrort war Mnischek. 1847 erbten die Töchter Emanuela und Ludmilla Pachta von Rájov die Herrschaft. Bis zur Mitte des 19. Jahrhunderts blieb Kittin der Fideikommissherrschaft Mnischek untertänig.
Nach der Aufhebung der Patrimonialherrschaften bildete Kytín / Kittin ab 1850 eine Gemeinde im Gerichtsbezirk Zbraslav. Durch die Ehe von Emanuela Pachta mit Johann von Schirnding ging das Gut in den Besitz der Familie von Schirnding über. 1856 wurde in Kytín eine Dorfschule eingeweiht. Im selben Jahre wurde nordöstlich des Dorfes im Wald Korytanech, wo früher das Dorf Korutany gestanden war, ein Goldschatz mit über 1200 Münzen aufgefunden. Nach der Choleraepidemie von 1862 wurde ein neuer Friedhof am Ortsrand angelegt. Im Jahre 1864 wurde Lhotka eingemeindet. Ab 1868 gehörte die Gemeinde zum Bezirk Smichow. Die Bezirksstraße nach Mníšek wurde 1868 errichtet. 1882 entstand in Kytín eine Freiwillige Feuerwehr. Am Rande des Točnáer Tiergartens wurde 1892 ein neues Heger- und Forsthaus errichtet. Am 1. Jänner 1896 wurde die Gemeinde dem Bezirk Příbram und Gerichtsbezirk Dobříš zugeordnet. Am 5. Oktober 1905 vernichtete ein Großfeuer in Kytín 17 Chaluppen und ein Bauerngut. Im Jahr darauf brannten bei einem weiteren Feuer vier Chaluppen nieder. Karl von Schirnding veräußerte den Grundbesitz 1909 an Theodor Kast von Ebelsberg. Der Ortsteil Lhotka wurde 1924 in Stříbrná Lhota umbenannt. Im selben Jahre wurde die Straße nach Chouzavá gebaut, ihre vorgesehene Fortsetzung nach Voznice wurde nie realisiert. 1925 entstand eine weitere Straße nach Branka, sie sollte nach den Planungen einmal durch die Hřebeny weitergeführt werden. 1927 wurde das Dorf an das Elektrizitätsnetz angeschlossen. Ab 1931 übernahm Llewellyn Kast von Ebelsberg den Großgrundbesitz von seinem Vater. Im Jahre 1932 lebten in Kytín mit Stříbrná Lhota 515 Personen. Stříbrná Lhota löste sich am 16. September 1936 von Kytín los und bildete eine eigene Gemeinde. 1943 besetzte die Gestapo Kytín und drohte mit der Liquidation des Dorfes, mehrere Bewohner wurden wegen Unterstützung von Partisanen verhaftet und später hingerichtet. Ab 1949 gehörte Kytín zum neugebildeten Okres Dobříš, nach dessen Aufhebung wurde die Gemeinde 1960 wieder Teil des Okres Příbram. Die Schule wurde am 1. Juli 1970 geschlossen. Seit dem 1. Juli 1974 gehört Kytín zum Okres Praha-západ. 1976 erfolgte die Eingemeindung nach Mníšek pod Brdy. In den Jahren 1981 bis 1985 entstand inmitten der Wälder auf dem Bergplateau am Jistevník die größte Flugabwehrraketenstation der Tschechoslowakei Klondajk. Kytín löste sich am 24. November 1990 wieder von Mníšek pod Brdy los und bildete eine eigene Gemeinde. Seit dem 1. Juli 1996 ist Kytín an den Prager integrierten Verkehrsverbund angeschlossen, und seit dem 28. Mai 2000 auch an den Verkehrsverbund Dobříš. Im Jahre 2001 wurde die Auflösung der FlaRak-Station Klondajk bekanntgegeben. Heute ist Kytín ein Erholungsort.

## Stadtgliederung
Für die Kytín sind keine Ortsteile ausgewiesen. Kytín besteht aus den Grundsiedlungseinheiten Chouzavá II (Chousowa II) und Kytín (Kitin). Außerdem gehört zu Kytín die Siedlung Na Rovinách.

## Legende über die Gründung der Kirche
Auf einer Reise von ihrer Feste Korutany zur Feste Studenec soll die Frau Korutanská an einem Brunnen gerastet haben. Dort wusch sie das Gesicht eines blinden Kindes, das danach wieder sehen konnte. Zum Gedenken an dieses Wunder ließ sie an dem Brunnen eine Kapelle anlegen, die später zur Kirche erweitert wurde.

## Sehenswürdigkeiten
- Kirche Mariä Himmelfahrt auf dem Dorfplatz, sie entstand wahrscheinlich im 13. oder zu Beginn des 14. Jahrhunderts und ist seit 1321 als Pfarrkirche nachweislich. Zum Ende des 17. Jahrhunderts wurde die Kirche barock umgestaltet. Erhalten ist der gotische Kern. Der Kirchturm wurde 1866 angebaut. Die Kirche wurde 1964 und 1992 instand gesetzt. Im Innern befindet sich ein barocker Hauptaltar; das Altargemälde der Maria mit dem Jesuskind ist ein Werk von Karel Javůrek, der auch die Bildnisse des hl. Johannes von Nepomuk und des hl. Adalbert für die Seitenaltäre schuf. Die Rokokoorgel auf dem hölzernen Chor wurde um 1814 in der Werkstatt des Tachover Orgelbauers Gartner gefertigt, sie wurde 2000 restauriert. An der Grundmauer der Apsis befindet sich ein Brunnen, dessen Wasser Heilkraft bei Augenkrankheiten nachgesagt wird.[6]
- Kapelle Mariä Heimsuchung auf der Malá Svatá hora südwestlich von Mníšek, errichtet 1809–1811 vom Prager Bürger Edmund Chvalský mit Unterstützung durch Johann Graf Unwerth am Pilgerweg nach Svatá Hora.
- Forsthaus südwestlich des Dorfes, es ist Handlungsort des Kinderbuches Školák Kája Mařík von Felíx Háj (Marie Wagnerová-Černá).
- Gedenkstein für die Gefallenen des Ersten Weltkrieges aus Kytín und Stříbrná Lhota, enthüllt 1921

## Persönlichkeiten
- Pavel Landovský (1936–2014), der Schauspieler bewohnt eine Chaluppe in Kytín